# Stefan Strohschneider
Stefan Strohschneider (* 7. September 1957 in Stuttgart) ist ein deutscher Psychologe. Er lehrt im Fachbereich Interkulturelle Wirtschaftskommunikation an der Friedrich-Schiller-Universität Jena als Professor. Stefan Strohschneider ist Gründer und Leiter der Forschungsstelle interkulturelle und komplexe Arbeitswelten.

## Leben
Stefan Strohschneider studierte Psychologie. Nachdem er 1985 sein Diplom erhalten hatte, promovierte er bis 1990 in selbiger Disziplin. Anschließend arbeitete er von 1990 bis 1991 in der Projektgruppe „Kognitive Anthropologie“ der Max-Planck-Gesellschaft in Berlin. Stefan Strohschneider wurde 2000 im Bereich der Psychologie habilitiert. Er führte längere Studien- und Forschungsaufenthalte in den USA und in Indien durch. Seit 2007 hat er die Professur für Interkulturelle Kommunikation an der Friedrich-Schiller-Universität Jena inne.

## Tätigkeiten
Strohschneider ist Mitglied des Hochschulverbands für interkulturelle Studien (IKS), der Deutschen Gesellschaft für Psychologie, der International Association for Cross-Cultural Psychology und der Plattform Menschen in komplexen Arbeitswelten e. V.
Seine Forschungsschwerpunkte liegen vor allem in den Bereichen
- interkultureller und komplexer Arbeitswelten, vor allem im Kontext der Schifffahrt,[3]
- in der Konzeption, Erstellung und Untersuchung von Computersimulationen in kollaborativen Problemsituationen[4]
- Erforschung des Kulturraums Indien
- Systemdynamiken
- Kulturvergleichende Psychologie des Denkens und Problemlösens
- Teamtrainings und interkulturelle Trainings

## Publikationen
- P. Holwitt, S. Strohschneider, R. Zinke, I. Kaiser, A. Kranert, A. Linke, M. Mähler: A study of motivational aspects initiating volunteerism in disaster management in Germany. In: J. of Safety and Security Eng. Vol. 7, No. 3, 2017, S. 294–302.
- S. Strohschneider: Achtsamkeit und Affiliation in der interkulturellen Zusammenarbeit: Versuch über die Entstehung und Aufrechterhaltung von Kollektivbildungen. In: S. Wolting (Hrsg.): Kultur und Kollektiv. Festschrift für Klaus P. Hansen. Berliner Wissenschaftsverlag, Berlin 2013, S. 12–27.
- M. Brenker, S. Möckel, S. Strohschneider: Umgang mit kultureller Diversität an Bord von Schiffen. In: A. Moosmüller, J. Möller-Kiero (Hrsg.): Interkulturalität und kulturelle Diversität. Waxmann, Münster 2013, S. 199–214.
- S. Strohschneider: Planspiele und Computersimulationen zur Vermittlung interkultureller Kompetenz. In: J. Straub, A. Weidemann, S. Nothnagel (Hrsg.): Wie lehrt man interkulturelle Kompetenz. transcript, Bielefeld 2010, S. 241–246.
- S. Strohschneider: Human Factors und interkulturelle Teamentwicklung. In: Christoph I. Barmeyer, Jürgen Bolten (Hrsg.): Interkulturelle Personal- und Organisationsentwicklung Methoden, Instrumente und Anwendungsfälle. Verlag Wissenschaft und Praxis, Sternenfels 2009, ISBN 978-3-89673-289-7, S. 129–144.
- S. Strohschneider: Problemlöseprozesse in kulturvergleichender Perspektive. In: G. Trommsdorff, H.-J. Kornadt (Hrsg.): Enzyklopädie der Psychologie. Themenbereich C, Serie VII: Kulturvergleichende Psychologie. Band 2: Erleben und Handeln im kulturellen Kontext. Hogrefe, Göttingen 2007, S. 59–108.
- S. Strohschneider, J. Gerdes: MS ANTWERPEN: Emergency Management Training for low risk environments. In: Simulation & Gaming. 35, 2004, S. 394–413.
- S. Strohschneider: Entscheiden in kritischen Situationen. Polizei und Wissenschaft, Frankfurt am Main 2003, ISBN 3-935979-14-2, (2. Auflage 2007)
- S. Strohschneider, R. von der Weth: Ja, mach nur einen Plan: Pannen und Fehlschläge – Ursachen, Beispiele, Lösungen. (2. vollständig überarbeitete, erweiterte und aktualisierte Auflage). Huber, Bern 2002.
- S. Strohschneider: Kultur – Denken – Strategie: Eine indische Suite. Huber, Bern 2001.